# 재래 품종

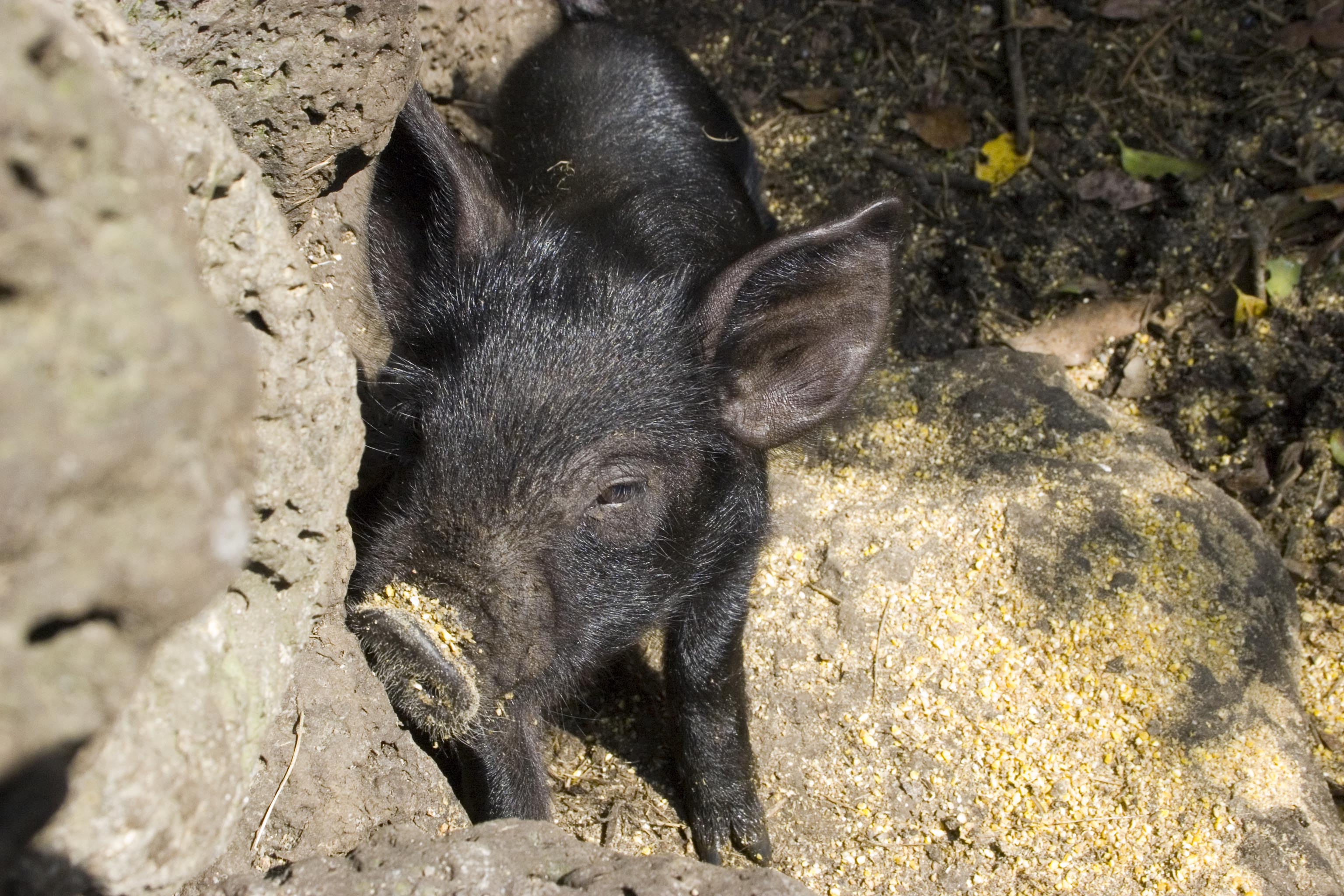
제주 흑돼지

재래 품종(在來品種, landrace)은 특정 지역에서 순화·적응된 재래 동·식물 품종이다. 오랫동안 그곳의 생태환경 및 농경·목축 문화의 영향을 받아 다른 지역의 동·식물 품종과 다른 특성을 띤다. 현대적 의미의 동물 품종이나 식물 재배품종과는 구분되는 뜻을 지닌다.

## 같이 보기
- 재래 작물